# Cauly
Cauly Oliveira Souza, meglio noto come Cauly (Porto Seguro, 15 settembre 1995), è un calciatore brasiliano con cittadinanza tedesca, centrocampista del Bahia.

## Carriera
Ha giocato nella prima divisione bulgara e nella seconda divisione tedesca. Con la maglia del Ludogorec ha inoltre giocato alcune partite nei turni preliminari di Champions League ed in quelli di Europa League.

## Statistiche

### Presenze e reti nei club
Statistiche aggiornate all'8 marzo 2025.
| Stagione               | Squadra                | Campionato             | Campionato | Campionato | Coppe nazionali | Coppe nazionali | Coppe nazionali | Coppe continentali | Coppe continentali | Coppe continentali | Altre coppe | Altre coppe | Altre coppe | Totale | Totale |
| Stagione               | Squadra                | Comp                   | Pres       | Reti       | Comp            | Pres            | Reti            | Comp               | Pres               | Reti               | Comp        | Pres        | Reti        | Pres   | Reti   |
| ---------------------- | ---------------------- | ---------------------- | ---------- | ---------- | --------------- | --------------- | --------------- | ------------------ | ------------------ | ------------------ | ----------- | ----------- | ----------- | ------ | ------ |
| 2014-2015              | Fortuna Colonia        | 3L                     | 27         | 2          |                 | -               | -               |                    | -                  | -                  |             | -           | -           | 27     | 2      |
| 2015-2016              | Fortuna Colonia        | 3L                     | 22         | 6          |                 | -               | -               |                    | -                  | -                  |             | -           | -           | 22     | 6      |
| 2016-2017              | Fortuna Colonia        | 3L                     | 33         | 5          |                 | -               | -               |                    | -                  | -                  |             | -           | -           | 33     | 5      |
| Totale Fortuna Colonia | Totale Fortuna Colonia | Totale Fortuna Colonia | 82         | 13         |                 | -               | -               |                    | -                  | -                  |             | -           | -           | 82     | 13     |
| 2017-2018              | Duisburg               | 2L                     | 27         | 6          | CG              | 1               | 0               |                    | -                  | -                  |             | -           | -           | 28     | 6      |
| 2018-2019              | Duisburg               | 2L                     | 28         | 4          | CG              | 3               | 2               |                    | -                  | -                  |             | -           | -           | 31     | 6      |
| Totale Duisburg        | Totale Duisburg        | Totale Duisburg        | 55         | 10         |                 | 4               | 2               |                    | -                  | -                  |             | -           | -           | 59     | 12     |
| 2019-gen. 2020         | Paderborn              | BL                     | 13         | 2          | CG              | 2               | 0               |                    | -                  | -                  |             | -           | -           | 15     | 2      |
| gen.-giu. 2020         | Ludogorec              | 1L                     | 6+4        | 1+2        | CB              | 1               | 0               | UCL+UEL            | - + 2              | - + 1              | SB          | -           | -           | 13     | 4      |
| 2020-2021              | Ludogorec              | 1L                     | 24+3       | 5+1        | CB              | 5               | 1               | UCL+UEL            | 2+7                | 1+0                | SB          | 1           | 0           | 42     | 8      |
| 2021-2022              | Ludogorec              | 1L                     | 17+2       | 5+0        | CB              | 3               | 1               | UCL+UEL            | 8+0                | 2+0                | SB          | 1           | 0           | 31     | 8      |
| 2022-feb. 2023         | Ludogorec              | 1L                     | 16         | 5          | CB              | 1               | 0               | UCL+UEL            | 5+7                | 1+1                | SB          | 0           | 0           | 29     | 7      |
| Totale Ludogorets      | Totale Ludogorets      | Totale Ludogorets      | 63+9       | 16+3       |                 | 10              | 2               |                    | 31                 | 6                  |             | 2           | 0           | 115    | 27     |
| 2023                   | Bahia                  | CB+A                   | 4+32       | 3+4        | CB              | 6               | 3               | -                  | -                  | -                  | CN          | 4           | 0           | 46     | 10     |
| 2024                   | Bahia                  | CB+A                   | 8+38       | 2+4        | CB              | 8               | 3               | -                  | -                  | -                  | CN          | 8           | 0           | 62     | 9      |
| 2025                   | Bahia                  | CB+A                   | 9+13       | 2+1        | CB              | 2               | 1               | CL+CS              | 10+2               | 0                  | CN          | 5           | 0           | 41     | 4      |
| Totale Bahia           | Totale Bahia           | Totale Bahia           | 21+83      | 7+9        |                 | 16              | 7               |                    | 12                 | 0                  |             | 17          | 0           | 149    | 23     |
| Totale carriera        | Totale carriera        | Totale carriera        | 336        | 60         |                 | 32              | 11              |                    | 43                 | 6                  |             | 19          | 0           | 420    | 77     |

## Palmarès

### Club

#### Competizioni nazionali
- Campionato bulgaro: 3

Ludogorec: 2019-2020, 2020-2021, 2021-2022
- Coppa di Bulgaria: 1

Ludogorec: 2022-2023
- Supercoppa di Bulgaria: 2

Ludogorec: 2021, 2022